# 岡崎雅紘
岡崎 雅紘（おかざき まさひろ、9月30日 - ）は、日本の男性声優。東京都出身。

## 来歴
以前はアイムエンタープライズ、アーツビジョンに所属していた。
2016年10月1日よりパワー・ライズ所属。

## 人物
趣味・特技は乱読。

## 出演

### テレビアニメ
2000年
- ビックリマン2000（密林ジム）
- 遊☆戯☆王デュエルモンスターズ（猿渡）

2002年
- パラッパラッパー（スタッフ）
- プリンセスチュチュ（アルマ二郎）

2003年
- カスミン（ロウソクC）
- 魁!!クロマティ高校（2003年 - 2004年、ワルC、バース高ワルC、パンチ 他）
- DEAR BOYS（陸上部員）
- まぶらほ（料理人）
- 名探偵コナン（警官2）

2004年
- W〜ウィッシュ〜（潤和の父）
- ケロロ軍曹（2004年 - 2010年、カラスA、黒服、泥棒）

2005年
- SHUFFLE!（2005年 - 2007年、ミリタリー大下）- 2シリーズ
- フルメタル・パニック! The Second Raid（教師）
- 魔法先生ネギま!（魔剣士）

2008年
- 銀魂（2008年 - 2011年、TAGOSAKU、借金取り、黒タイツ、閣下、マクラの政 他）- 2シリーズ

2009年
- かなめも（かなの担任）
- 黒執事（2009年 - 2010年、指揮官、貴族の男）- 2シリーズ
- プリンセスラバー!（男子生徒、警備員B）

2010年
- 侵略!イカ娘（客）
- STAR DRIVER 輝きのタクト（2010年 - 2011年、審判、科学ギルドオペレーター）
- 伝説の勇者の伝説（兵士）
- 咎狗の血（警備員）
- 薄桜鬼 碧血録（官軍兵）
- はなかっぱ（2010年 - 2011年、ダロ、巨大カエル、虫歯のキンさん、ワニ弟、家来）
- パンティ&ストッキングwithガーターベルト（警部、ポルノビデオの男、兵士D、ジョックス、大森、ルーザー先生、イケメン、噛まれる男、ギャラリー、男）

2011年
- THE IDOLM@STER（黒服F）
- アベンジャーズ 地球最強のヒーロー（キャプテン・アメリカ）
- X-MEN（乗客、雑兵）
- C（会議の男、男）
- よんでますよ、アザゼルさん。（社員B）

2014年
- ブレイク ブレイド（兵士B）

2017年
- Dies irae（香純の父）

2020年
- 八男って、それはないでしょう!（ベッケンバウアー）

2021年
- 魔王イブロギアに身を捧げよ（イブ父）

2023年
- 宇宙なんちゃら こてつくん（おじいさん）

2025年
- 戦隊大失格（教師）

### 劇場アニメ
- 劇場版 銀魂 新訳紅桜篇（2010年）
- 劇場版BLEACH 地獄篇（2010年）
- ブレイク ブレイド（2010年、兵士B）
- トワノクオン（オペレーター8）

### OVA
- みずいろ（2003年、教師B）
- 名探偵コナン コナンとキッドとクリスタル・マザー（2004年、バーテン）

### Webアニメ
- Paperman the Animation（2011年、ドッドン）

### ゲーム
2002年
- 帰ってきたサイボーグクロちゃん（デンジャー・ボルト）
- 機動戦士ガンダム戦記 Lost War Chronicles（ラリー・ラドリー少尉）
- Shinobi（刻）

2003年
- 少女義経伝（源範頼）
- ドンキーコングジャングルビート（ヒャッカンコング）

2004年
- 帝国千戦記（鍔双、黄朴盛、陳王高〈PC版〉）
- テイルズ オブ リバース（アムジル）

2005年
- 蒼い空のネオスフィア（フェンサー、ジュラーブリク）
- サムライスピリッツ 天下一剣客伝（王虎、不知火幻庵、風間火月）
- 少女義経伝・弐 〜刻を超える契り〜（藤原秀衡）
- 流行り神Revenge 警視庁怪異事件ファイル
- 流行り神PORTABLE 警視庁怪異事件ファイル

2006年
- かしまし 〜ガール・ミーツ・ガール〜 「初めての夏物語。」（大佛鉄太郎）
- 死角探偵 空の世界 〜Thousand Dreams〜（木戸義孝）
- パレドゥレーヌ（ヴァン）

2007年
- SDガンダム GGENERATION（2007年 - 2016年、ラリー・ラドリー） - 2作品
- パレドゥロワイヤル（ヴァン）

2009年
- パズル -ぼくらの48時間戦争-
- ペーパーマン（ドッドン）

2011年
- AKIBA'S TRIP（姉小路瞬）

2012年
- AKIBA'S TRIP PLUS（姉小路瞬）

2023年
- 闇色の魔珠（リルモッド・エリコ・ミガッド）

2024年
- 八剱伝Switch版（里巳義堯）

### ドラマCD
- W〜ウィッシュ〜（日比野裕隆）
- 流行り神 ドラマCD「呪われた都市伝説」
- 魔王イブロギアに身を捧げよ（イブ父[7]）

### ラジオドラマ
- VOMIC 嘘喰い（目蒲鬼郎）
- 満月街〜月夜の街に雨が降る〜（エルウッド卿）

### 吹き替え
- グッド・ワイフ
- ザ・パシフィック
- ミディアム5 霊能者アリソン・デュボア

### ナレーション
- アジアの温泉を巡る鉄道の旅 - 旅チャンネル

### シリーズ一覧
1. ↑  『SPIRITS』（2007年）、『GENESIS』（2016年）